# Al-Madamud

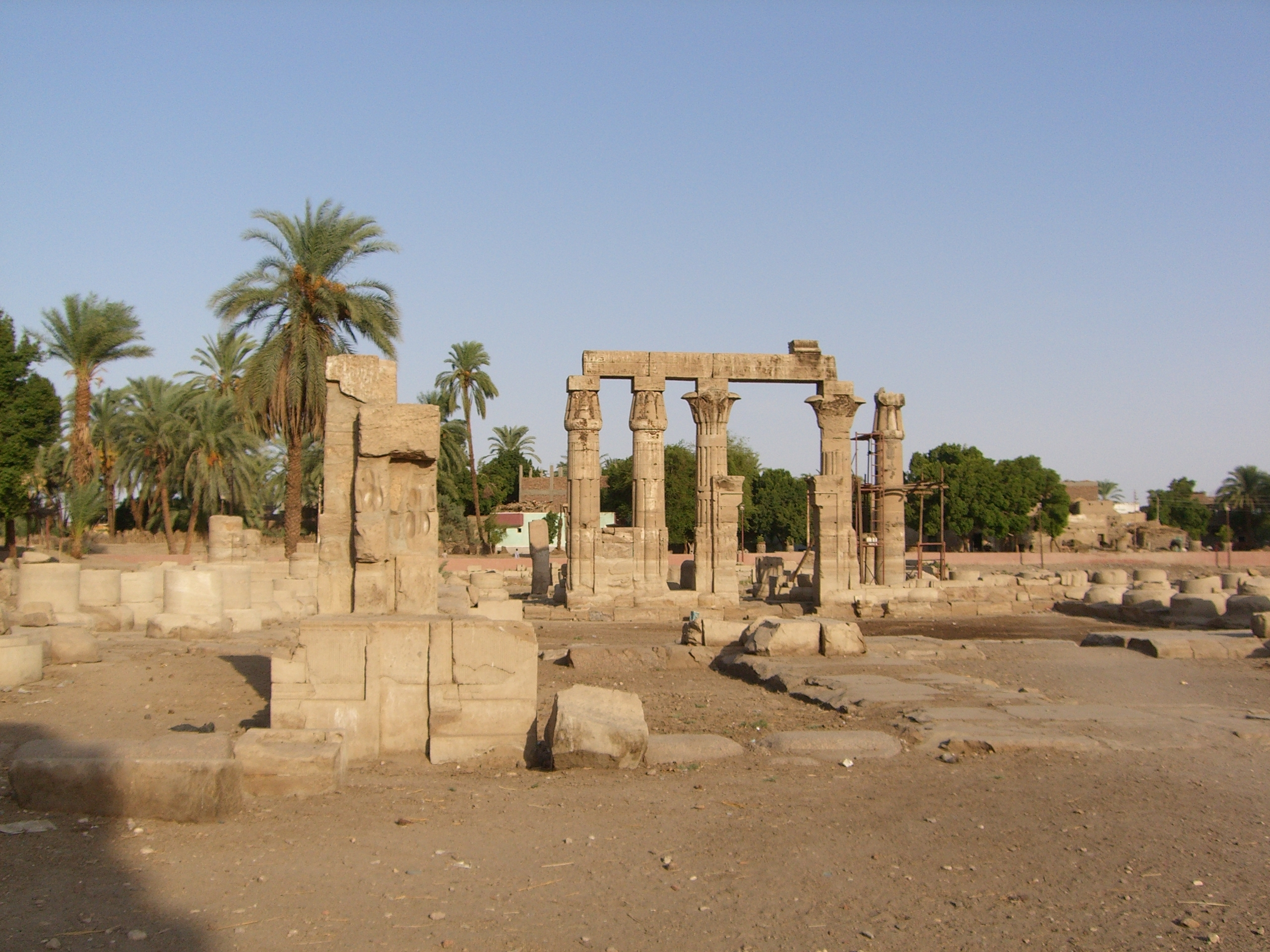
Blick auf die Ruinen des Tempels von al-Madamud aus griechisch-römischer Zeit

Al-Madamud oder Medamud (auch Medamut oder Medamot, französisch Médamoud, arabisch المدامود al-Madāmūd, vollständig نجع المدامود Nadsch' al-Madamud, DMG Naǧʿ al-Madāmūd ‚Weiler al-Madāmūd‘, altägyptisch: Madu, koptisch: ⲘⲈⲦⲈⲘⲞⲨⲦ, Metemout) ist ein heute noch bewohntes Dorf in Oberägypten (Ägypten) nördlich von Karnak bzw. ca. 8 km nordöstlich von Luxor. Im Westen des Dorfes befindet sich mit dem Month-Tempel eine archäologische Stätte.

## Bedeutung und Funktion des Ortes in der Antike
Der altägyptische Ort Madu (M3dw) ist als Standort des Month-Tempels seit dem Ende des Alten Reiches bzw. der 1. Zwischenzeit belegt. Der Ortsname ist über das Koptische bis heute erhalten. Offensichtlich besaß der Ort keine weitere Funktion. Der hiesige Tempel ist einer der ältesten archäologisch nachgewiesenen Tempel in Ägypten.

## Verehrte Gottheiten
Der hiesige Tempel war der Göttertriade von Madu geweiht, dies sind der in der Spätzeit meist stiergestaltig dargestellte Kriegsgott Month, seine Gefährtin Rat-taui („Rat der beiden Länder“), eine weibliche Sonnengöttin, und deren Sohn Hor-pa-Re-pa-chered („Horus-Re, das Kind“). Vor der Einführung des Amun als Hauptgott im thebanischen Gau war Month der Hauptgott dieses Gaus. Im thebanischen Raum sind noch die Month-Tempel in Karnak und in at-Tod diesem Gott geweiht.
In ptolemäischer (griechischer) Zeit wird hier im gleichen Maße der Wind- und Fruchtbarkeitsgott Amun verehrt, dessen Verehrung in diesem Tempel aber bereits im Neuen Reich einsetzte.

## Baugeschichte

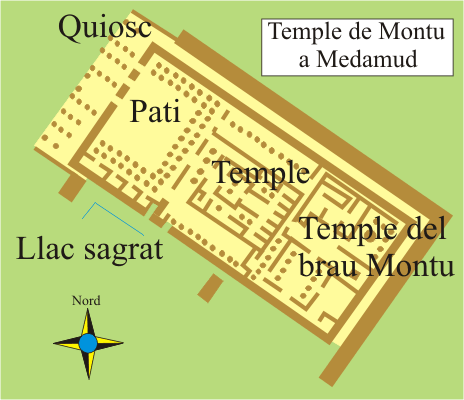
Übersichtsplan des Tempels von al-Madamud

Ein erster einfacher Tempel befand sich im Osten unterhalb des heutigen Tempels. Er datiert an das Ende des Alten Reiches oder in die Erste Zwischenzeit, aber noch vor der 11. Dynastie. Von Norden her gelangte man durch zwei hintereinander liegende Pylone in ein Doppel-Höhlenheiligtum, dessen unterirdische Kammern an der Oberfläche mit Erdhügeln markiert wurden. Diese Erdhügel hatten sicher die Funktion von Urhügeln. Mit dem Ansteigen des Grundwasserspiegels seit dem Bau des Assuan-Staudamms um 1970 ging dieser frühe Tempel verloren.
Sesostris III. (12. Dynastie, Mittleres Reich) ließ diesen ersten Tempel mit einem eigenen Tempel überbauen. Der etwa 60 × 100 m große, von Nord nach Süd ausgerichtete Tempel wurde aus Lehmziegeln errichtet. Nur die Türdurchgänge und Säulen einschließlich der Architrave wurden aus Kalkstein errichtet. Der Eingang des Tempels befand sich im Norden. Aus den vorgefundenen Bruchstücken konnten zwei Tore rekonstruiert werden. Das Sedfest-Portal, das an das Krönungsjubiläum von Sesostris III. erinnert, befindet sich heute im Erdgeschoss im Ägyptischen Museum von Kairo, das zweite im Freilichtmuseums im Tempel von Karnak.
In der 13. Dynastie wurde der Tempel ausgebaut und insbesondere unter Sobekhotep II. weiter ausgeschmückt. Im Neuen Reich ließ Thutmosis III. im Westen des Tempels aus dem Mittleren Reich seinen eigenen, 21 × 32 m großen Tempel errichten. Er war in West-Ost-Richtung ausgerichtet und bestand aus einem Säulensaal, Opfertischsaal und Barkensanktuar. Die Tempelanlage ist also bereits zu dieser Zeit genau genommen ein Doppeltempel.
In griechisch-römischer Zeit wurde der Tempel abgerissen, durch einen Neubau ersetzt und stark erweitert. Ptolemaios VIII. Euergetes II. (etwa 180–116 v. Chr.) lässt einen Pronaos im Westen des Tempels ergänzen, von dem heute noch fünf Säulen samt Architrav aufrecht stehen. Der römische Kaiser Antoninus Pius (86–161) ließ den Tempel um einen weiteren, westlichen Hof mit doppelter Säulenreihe erweitern – der Tempel besaß nun eine Größe von etwa 75 m Länge und 42 m Breite. Kaiser Tiberius Caesar Augustus (42 v. Chr. – 37 n. Chr.) ließ ein Tor für die Umfassungsmauer am Ende der Sphingenallee errichten.
Im Westen des Tempels schließt sich eine etwa 200 m lange Sphingenallee an, die zur Kaianlage führte.
Am Ende des 4. Jahrhunderts wird auf dem Tempelareal eine koptische Kirche errichtet.

## Forschungsgeschichte
Die Erforschung des Tempels erfolgte 1925–1932 durch die französischen Ägyptologen Fernand Bisson de la Roque, Alexandre Varille und Clément Robichon im Auftrage des Pariser Musée de Louvre. Ein Teil der Funde ist heute im Louvre und im Museum der Schönen Künste in Lyon ausgestellt.